# Алькино (Самарская область)
Алькино (тат. Гали) — село в Похвистневском районе Самарской области. Административный центр сельского поселения Алькино.

## География
Расположено на крайнем востоке области, на реке Тергала вблизи места её впадения в реку Савруша (по ней в данном месте проходит граница с Оренбургской областью), в 11 км к северо-востоку от Похвистнево, в 14 км к северо-западу от Бугуруслана и в 145 км к северо-востоку от Самары.
Село вытянуто вдоль правого берега реки, с севера к селу примыкает село Рысайкино (оба населённых пункта фактически образуют единое село, протянувшееся вдоль реки почти на 6 км, но относятся к разным сельским поселениям).
Вблизи села (по окраине Рысайкино) проходит автодорога Похвистнево — М5 — Клявлино.

## Население
| 2010 |
| ---- |
| 1772 |

Национальный состав (2010): татары — 96,4 %, русские — 1,2 %.

## Религия
В селе три мечети